# بيرسي جاكسون: بحر من الوحوش (فلم)
بيرسي جاكسون: بحر من الوحوش (بالإنجليزية: Percy Jackson: Sea of Monsters) هو فيلم فنتازيا ومغامرات أمريكي 2013 مبني على رواية الكاتب ريك ريوردان التي تحمل نفس الاسم. هو تتمة لبيرسي جاكسون والأوليمبونس: لص البرق (2010) واستمرار لمغامرات بيرسي جاكسون (لوجان ليرمان) وأصدقائه، حيث يبحثون عن الصوف الذهبي في بحر الوحوش لإنقاذ شجرة سحرية مرضية التي تحمي أرضهم من الأعداء. صدر الفيلم في 7 أغسطس، 2013، وقد حول إلى ثلاثي الأبعاد بعد إنتاجه.
استقبل الفيلم بمراجعات سلبية على العموم من النقاد. الفيلم حالياً حاصل على 34% مرجعات إيجابية من موقع الطماطم الفاسدة بنائاً على 87 مراجعة، مع متوسط تقييم 10/4.8، وإجماع في الرأي ينص «جميل ومملوء بالحركة؛ للأسف، بيرسي جاكسون: بحر من الوحوش أيضاً مغمور بالشخصيات والحبكات التي تحس أنها ثانوية.»

## المصبوب
- غري دامون كريس رودريجيز، نصف إله المارقة مجهول الأبوين الذي يساعد لوقا لإحياء كرونوس.

## الميزانية والإيرادات
بلغت تكلفة إنتاج الفيلم حوالي 90 مليون دولار بينما حقق أرباحًا تقدر بـ 200 مليون دولار.

## وصلات خارجية
- مقالات تستعمل روابط فنية بلا صلة مع ويكي بيانات

## روابط خارجية
- الموقع الرسمي
- بيرسي جاكسون: بحر من الوحوش في قاعدة بيانات الأفلام العربية